# Isla Magdalena (regione di Aysén)
L'isla Magdalena (chiamata anche Isla de Cay, Isla Desierto o Isla de Motalat) è un'isola del Cile meridionale, nell'oceano Pacifico. Si trova tra il canale Moraleda e il canale Puyuhuapi, a est dell'arcipelago dei Chonos. Appartiene alla regione di Aysén e alla provincia di Aisén; è amministrata dal comune di Cisnes.
Tutta l'isola è compresa nel parco nazionale omonimo (Parque nacional Isla Magdalena). Nella parte sud dell'isola si trova il villaggio di Puerto Gaviota 44°53′52″S 73°17′58″W.

## Geografia
L'isola, che è la più estesa della regione, misura 35 miglia (nord/sud) per 28 miglia; ha una superficie di 2024,6 km². Nella parte centrale si alza lo stratovulcano Mentolat, alto 1660 m. L'isola si affaccia a ovest sul canale Moraleda; sul lato nord dell'isola scorre il canale Salqueman che la separa dalle isole Atilio e Manuel e il canale Jacaf che la separa dalla terraferma; a est e a sud si trova il canale Puyuhuapi, dove, sul lato continentale, si trova Puerto Cisnes.

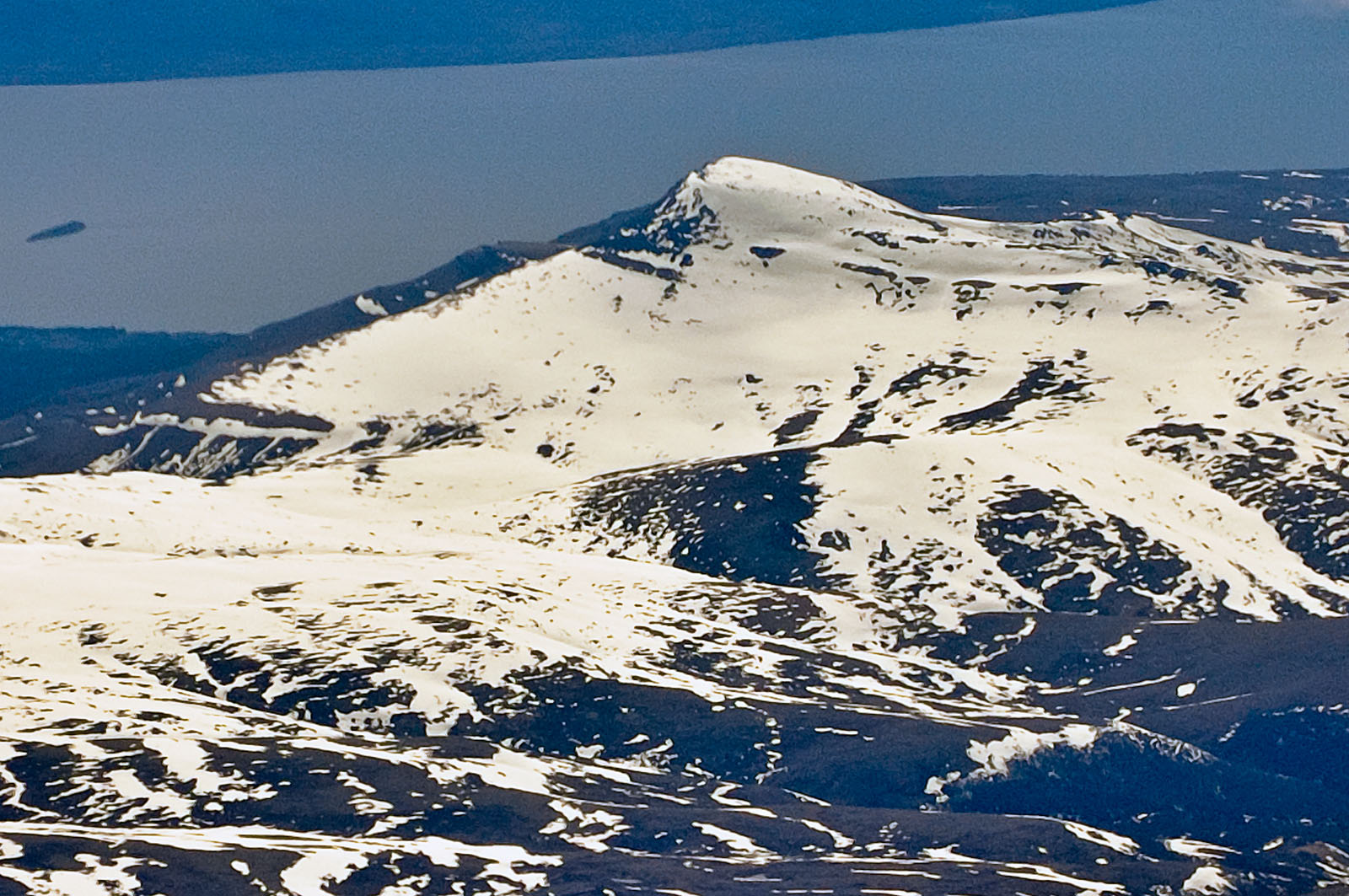
Immagine aerea del vulcano Mentolat.